# Fluid refrigerant

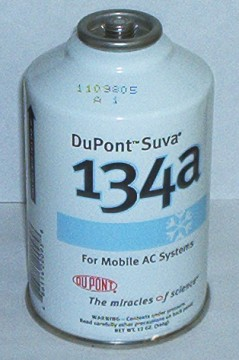
Envàs amb refrigerant R-134

Un fluid refrigerant és un fluid que s'usa per a transportar calor d'un lloc a un altre, habitualment en un circuit tancat. Els refrigerants poden ser líquids, gasos o un fluid que canvia d'estat cíclicament en passar per les diferents màquines de la instal·lació a la qual es fa servir. Un dels primers que es van fer servir va ser l'aire, que avui es considera inadequat.
En el cas dels gasos sovint s'usa una barreja de dos o tres diferents, als quals hom afegeix un odoritzant o un colorant per a poder detectar fuites. Quan és un líquid moltes vegades és aigua, a la qual es pot afegir un colorant per a detectar millor possibles fuites i en principi sempre s'afegeix també una petita dosi d'alcohol (anticongelant) per a evitar que, per exemple en cas de baixes temperatures, a l'hivern, aquesta es congeli i, en augmentar de volum, trenqui el circuit i màquines per on passa (condensador, evaporador, intercanviador, radiador, etc.). Alguns antics refrigerants, usats especialment a neveres i a la climatització, que eren contaminants atmosfèrics es van prohibir i deixar d'utilitzar, com per exemple l'R-12, l'R-22 i l'R-222.
El refrigerant que es fa servir a l'automoció, a moltes instal·lacions d'energia solar i a la majoria de centrals nuclears, per exemple, és aigua (a les solars amb anticongelant). A neveres, congeladors i els diversos sistemes de climatització i de fred industrial els refrigerants actuals més usuals són el R-407, una barreja de tres gasos (R-134a, tetraflouroetà; R-125, pentafluoetà; i R-32, difluoroetà), i el R-410, més nou i amb millors propietats tècniques, una barreja de dos (R-125 i R-32) que també s'usa als deshumidificadors. Encara s'usen alguns aparells més antics, tot i que en principi ja no es venen al mercat, que fan servir l'R-134 que va ser el primer a substituir els refrigerants causants del canvi climàtic (per contenir CFC) però que amb el temps ha estat substituït per barreges de gasos que funcionen millor: primer l'R-407, que el conté, i posteriorment l'R-410. Un refrigerant rar, per la seva toxicitat, és l'amoníac.